# Armin Lemme
Armin Lemme (Packebusch, Kalbe városrésze, 1955. október 28. – 2021. augusztus 1.) német diszkoszvető. Az 1980. évi nyári olimpiai játékokon az NDK színeiben vett részt, diszkoszvetésben a selejtező 13. helyén végzett 59,44 méterrel. 1981-ben győzött az universiadén. Az 1982-es Európa-bajnokságon negyedik helyezést ért el.

## Eredményei
Universiade
- aranyérmes: 1981

NDK bajnokság
- aranyérmes: 1981,[6] 1982[7]

Legjobb eredményei évenként
- 1981: 66,70 m
- 1982: 68,50 m (világranglista: 7.)